# 小行星7165
小行星7165（英語：7165 Pendleton）是一颗围绕太阳公转的小行星。1985年9月14日，愛德華·鮑威爾在可可尼诺县发现了此天体。
这颗小行星的绝对星等为257.2503886523377等。